# 秋山雅保
秋山雅保（あきやま まさやす、1932年11月27日 - ）は日本の大蔵官僚。中国財務局長、横浜税関長などを務めた。

## 来歴
神奈川県出身。埼玉県立浦和高等学校、東京大学理学部数学科卒業。1955年 大蔵省入省（銀行局保険課）。大蔵省では数年に一度は理数科出身者を募集するが、秋山はその2番目の該当者だった。1962年7月 鹿屋税務署長。
1976年6月25日 理財局国有財産第二課長。1977年6月27日 理財局国有財産第一課長。1979年7月10日 中国財務局長。
1981年6月26日から横浜税関長。1982年6月1日に退官。
その後は協栄生命専務取締役に就いた。

## 略歴
- 1955年4月：大蔵省入省（銀行局保険課）[3][4]。
- 1962年7月：鹿屋税務署長。
- 1963年7月：銀行局保険第一課保険計理官。
- 1968年：国税庁徴収部管理課課長補佐。
- 1970年2月1日：広島国税局間税課長。
- 1971年7月：公営企業金融公庫経理部資金課長。
- 1974年7月10日：関東財務局管財第一部長。
- 1976年6月25日：理財局国有財産第二課長。
- 1977年6月27日：理財局国有財産第一課長。
- 1979年7月10日：中国財務局長。
- 1981年6月26日：横浜税関長。
- 1982年6月1日：退官。